# Hot Sale México
Hot Sale de México es una campaña de ventas online creada y organizada por la Asociación Mexicana de Venta Online A. C. (AMVO). La iniciativa surgió como una manera para impulsar el uso del comercio electrónico y fomentar el desarrollo de la economía digital en México.

## Reseña biográfica
La primera edición de Hot Sale se llevó a cabo en 2014 y desde entonces se han registrado ventas por más de 88 mil millones de pesos. La campaña, que surgió como una manera de impulsar el desarrollo de la economía digital, ha logrado que más de 18 millones de compradores se incoporen al ecosistema digital. Desde que comenzó la iniciativa han participado más de 1600 empresas a lo largo de las distintas ediciones del Hot Sale. En la edición de 2022 se registró una participación de 670 empresas.
La organización civil que creó el Hot Sale, también se fundó en el año 2014. Se constituyó con el mismo propósito por el cual se comenzó a organizar el Hot Sale: impulsar el comercio electrónico. La organización está conformada por más de 565 empresas mexicanas y de otras partes del mundo.
Desarrollo durante la pandemia
Durante la pandemia, el comercio electrónico se convirtió en una manera de mantener la compra y la venta de productos y servicios, por lo que algunos oferentes y demandantes se adaptaron al comercio electrónico.  Además de fortalecer la campaña Hot Sale, se fortalecieron otras campañas similares como Ciberlunes o Blackfriday, orientadas a objetivos similares.
En el año 2021, AMVO invirtió en capacitar, difundir información y educar a empresas para lograr que puedan incorporarse al comercio electrónico. Esto se llevó a cabo en un contexto en el cual las ventas en un espacio físico no podían realizarse debido a la necesidad de mantener el aislamiento para evitar la propagación del virus. El Hot Sale que se realizó en el año 2021 permitió preservar empleos durante la pandemia.